# Елісій

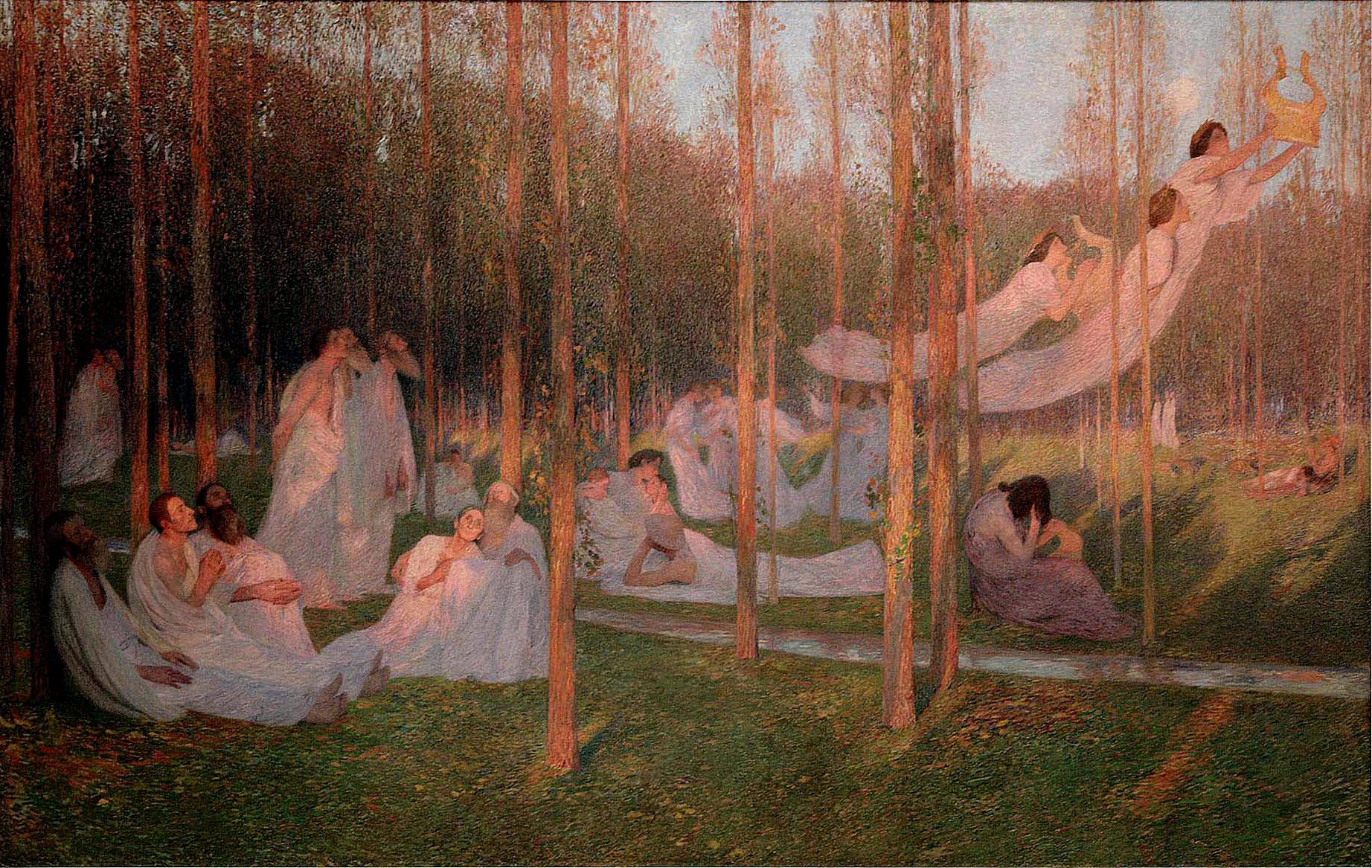
«Безтурботність» Генрі Мартіна (1899). Тіні праведних в Елісії.

Елі́сій або Єлисе́йські поля́ (грец. Ἠλύσιον πεδίον, лат. Elysium) — в античній міфології частина потойбічного світу, де перебувають душі блаженних і праведників; чудесна країна вічної весни на крайньому заході землі, де немає хвороб, страждань, де панує вічний мир. Елісій уперше згадується в «Одіссеї» (IV, 563). Там царює ясноволосий Радамант; туди після смерті мав переселитись Менелай як зять Зевса. За Піндаром і Гесіодом там править Кронос.

## Образ Елісію
Ранні уявлення про Елісій описують його як місце біля володінь Аїда, вхід до якого знаходиться біля ріки Пам'яті. Там правив Кронос і, на відміну від царства Аїда, завжди світило сонце й не було ні холоду, ні злив, постійно віяв легкий вітер. Туди потрапляли тільки тіні героїв, які померли між мідною і залізною добою. Пізніше вважалося, що в Елісій проходять тіні померлих, котрі за життя вели благочестиве життя. Жителі Елісію вічно бенкетували, слухали музику та займалися іграми, не маючи ніяких турбот. Вони за власним бажанням могли народитися знову, а ті, хто тричі побував і в світі живих, і в світі мертвих, оселявся на «Островах Блаженних». Ці острови, як часто і сам Елісій, асоціювалися з островом Левка (острів Зміїний), описувалися як країна, покрита лісами, в яких водяться дикі і приручені звірі. Там перебували тіні героїв, зокрема Ахілла та Єлени. Ахілл постійно влаштовував бенкети, де в поемах оспівував іншим героям славетні події свого минулого. Жителі Елісію володіли знаннями про майбутнє. Так, в «Енеїді» Еней дізнається від Анхіса про своїх нащадків і долю Італії.
В поезії Елісій, Єлисейські поля часто є синонімами царства краси, спокою, щастя. «Піти (вирушити) на Єлисейські поля» переносно означає «померти».